# فرودگاه بین‌المللی کام ران
فرودگاه کام ران، فرودگاهی در کشور ویتنام می‌باشد که در شهر کام ران و استان خانح هوا واقع شده است. 

## تاریخچه

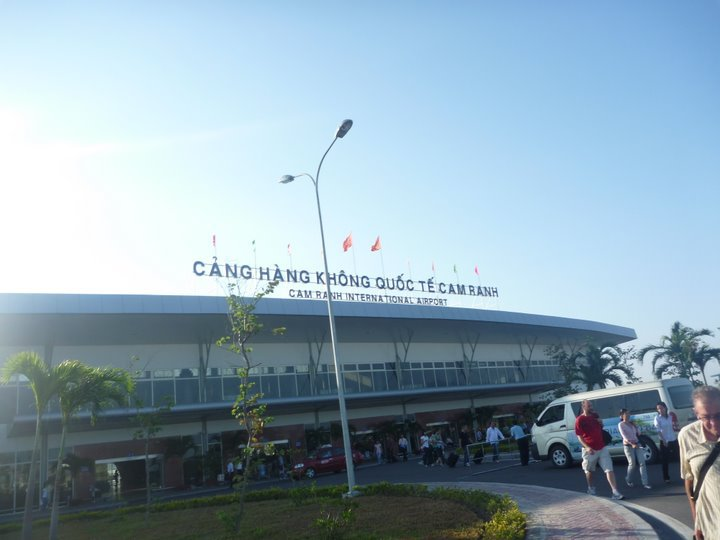
ترمینال جدید فرودگاه.

این فرودگاه توسط ارتش ایالات متحده در طول جنگ ویتنام ساخته شده است و نیروی هوایی ایالات متحده برای مقاصد نظامی از آن استفاده می‌کرد.
در سال ۱۹۷۲، این پایگاه به دولت ویتنام جنوبی تحویل داده شد. در ۳ آوریل ۱۹۷۵، نیروهای ویتنام شمالی خلیج کام ران و تمامی تاسیسات آن‌جا را تصرف کردند. از سال ۱۹۷۹ تا ۲۰۰۲، این تاسیسات توسط نیروی هوایی شوروی سابق و روسیه به علت پیمان اجاره رایگان مورد استفاده قرار گرفت. 
در ۱۹ مه ۲۰۰۴، بعد از بازسازی‌های گسترده صورت گرفته، اولین پرواز تجاری از هانوی انجام پذیرفت. در سال، ۲۰۰۷ این فرودگاه تبدیل به فرودگاه بین‌المللی شد و در سال ۲۰۰۹، افتتاح گردید. 

## ویژگی‌ها و امکانات
این فرودگاه در ارتفاع ۱۲ متری از سطح دریا قرار دارد. این فرودگاه دارای یک باند بتنی به اندازه ۳۰۴۸ در ۴۶ متر است.